# Jorge Carrera Andrade

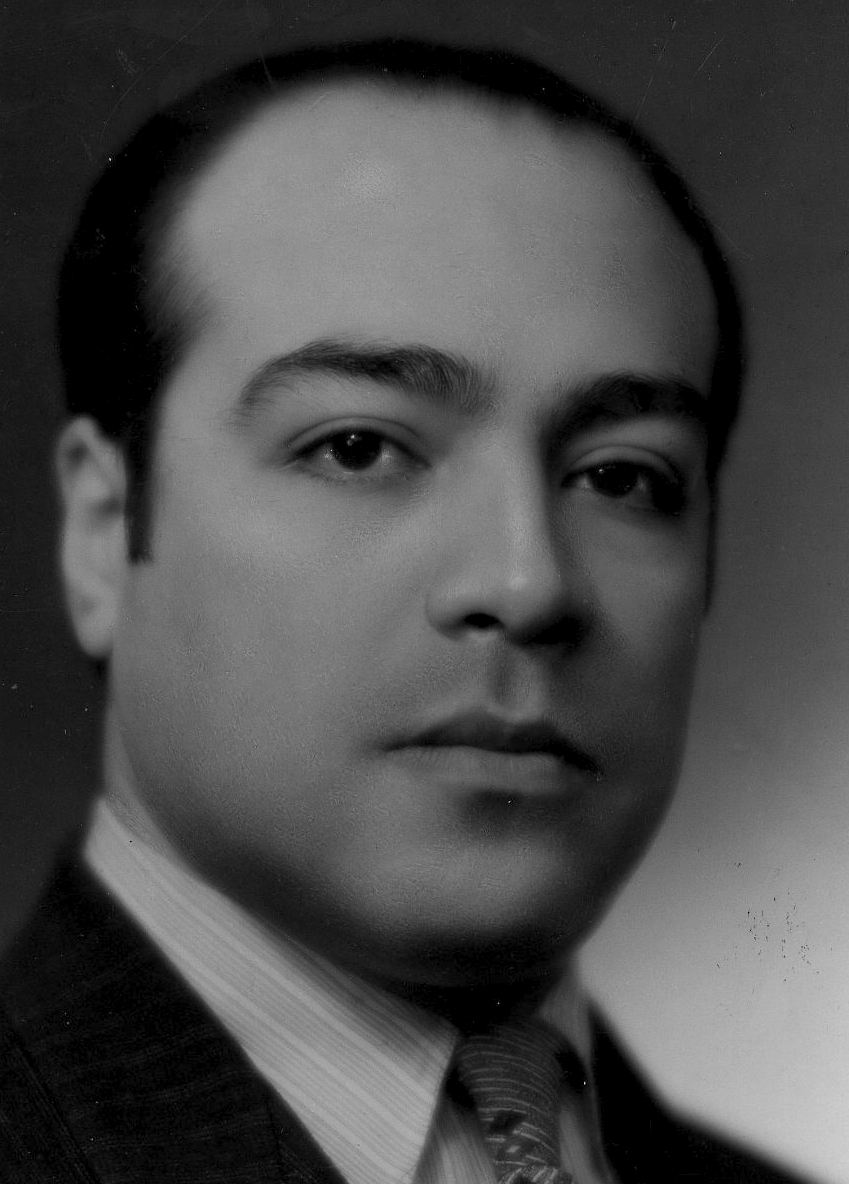
Carrera som generalkonsul i LeHavre, Frankrike, 1932.

Jorge Carrera Andrade, född den 18 september 1903 i Quito, Ecuador, död den 7 november 1978 i Quito, var ecuadoriansk diplomat, författare och diktare. Hans författarskap präglades av en kombination av universella och lokala intryck, och han är en av Latinamerikas främsta poeter under 1900-talet. Han har bland annat överfört den japanska haiku-formen till spanska.

## Biografi
Efter gymnasiet genomgick han juridisk utbildning i Quito. Efter skolan upptäcktes hans exceptionella fallenhet för diktning och tillsammans med två andra lika begåvade ungdomar, Gonzalo Escudero och Augusto Arias bildade han den litterära gruppen ”La Idea”.
Under åren 1928 – 33 arbetade han som ecuadoriansk konsul i Peru, Frankrike, Japan och USA. Han var också ambassadör i Venezuela, Storbritannien, Nicaragua, Frankrike, Belgien och Nederländerna.
Under sin tid i USA utvecklade Carrera många litterära relationer med amerikanska författare, och speciellt Muna Lee, som 1946 framgångsrikt publicerade en översättning av hans dikter i Secret Country. Hans poesi utvecklades under ett halvsekel till ett antal volymer publicerade över hela världen. Han publicerade också böcker med essäeer, historia och en självbiografi, El volcany el colibri (Vulkanen och kolibrin).
Efter att Carrera avslutat sin diplomatiska karriär 1969, utnämndes han till gästprofessor vid SUNY Stony Brook, Long Island, där han föreläste under två läsår. Han tillbringade sina sista år i sin födelsestad Quito, som direktör för National Library of Ecuador.
År 2002 firade republiken Ecuador hundraårsminnet av Carreras födelse. Samma år bildades en grupp av ecuadorianska intellektuella i Cueca, Ecuador, för att studera hans liv och litterära verk.